# Bianco Colonna
Titre
Comte de Corse
834 – 879
Bianco Colonna, né au IXe siècle, serait le Second comte de Corse, le fils ainé de Ugo Colonna, prince romain envoyé selon le chroniqueur Giovanni della Grossa par le pape pour délivrer la  Corse du joug des Maures. L'existence historique d'Ugo Colonna et de sa « dynastie » est  remise en cause par les historiens contemporains  notamment par Roger Caratini 
Bianco fut seigneur de Calcosalto, et établit son palazzu à Carbini. Ses descendants seront appelés Biancolacci, à la suite de la mort du dernier comte de Corse direct, Arrigo Bel Messer.
Bianco Colonna, fils de Ugo, aurait donc succédé à son père : il attaque le Roi Maure, lui ôte la vie dans un combat, et oblige Abdel son fils à repasser en Afrique avec les débris de son armée. Celui-ci, avant que de se rembarquer, brûle les villes de Nebbio, Mariana et Aléria.
Bianco Colonna, secondé du Comte de Barcelone, envoyé de nouveau par le Pape, avait défait 4 000 Maures sur le mont Tenda, où ils étaient rassemblés, et donné le dernier coup à la domination mauresque.